# Гортонія (Вісконсин)
Гортонія (англ. Hortonia) — місто (англ. town) в США, в окрузі Автаґемі штату Вісконсин. Населення — 1052 особи (2020).

## Демографія
Згідно з переписом 2010 року, у місті мешкало 1097 осіб у 391 домогосподарстві у складі 313 родин. Було 410 помешкань
Расовий склад населення:
| - 98,2 % — білих - 0,3 % — корінних американців - 0,2 % — чорних або афроамериканців |

До двох чи більше рас належало 0,5 %. Частка іспаномовних становила 1,5 % від усіх жителів.
За віковим діапазоном населення розподілялося таким чином: 24,8 % — особи молодші 18 років, 63,3 % — особи у віці 18—64 років, 11,9 % — особи у віці 65 років та старші. Медіана віку мешканця становила 44,3 року. На 100 осіб жіночої статі у місті припадало 103,1 чоловіків;  на 100 жінок у віці від 18 років та старших — 101,2 чоловіків також старших 18 років.
Середній дохід на одне домашнє господарство  становив 106 515 доларів США (медіана — 90 114), а середній дохід на одну сім'ю — 117 295 доларів (медіана — 99 423). Медіана доходів становила 63 125 доларів для чоловіків та 40 156 доларів для жінок. За межею бідності перебувало 5,5 % осіб, у тому числі 3,0 % дітей у віці до 18 років та 7,6 % осіб у віці 65 років та старших.
Цивільне працевлаштоване населення становило 644 особи. Основні галузі зайнятості: виробництво — 24,7 %, освіта, охорона здоров'я та соціальна допомога — 23,8 %, будівництво — 12,3 %, науковці, спеціалісти, менеджери — 7,6 %.